# أومبريون

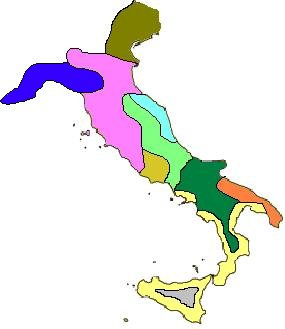
المجموعات ضمن شبه الجزيرة الإيطالية بين القرنين التاسع والرابع قبل الميلاد.
ليغوريون
فينيتيون
إتروسكان
بيتشينيون
أومبريون
لاتينيون
أسكان
ميسابيون
إغريق

الأومبريون شعب إيطاليقي قديم أعطى اسمه لأومبريا وهي منطقة في وسط إيطاليا.